# 标准延迟格式
标准延迟格式（英語：Standard Delay Format, SDF）是电气电子工程师学会关于集成电路设计中时序描述的标准表达格式。在整个设计流程中，标准延迟格式有着重要的应用，例如静态时序分析。